# Eucharitolus bellus
Eucharitolus bellus är en skalbaggsart som först beskrevs av Julius Melzer 1927.  Eucharitolus bellus ingår i släktet Eucharitolus och familjen långhorningar. Inga underarter finns listade i Catalogue of Life.